# Massimiliano Santarossa
Massimiliano Santarossa (Pordenone, 1974) è uno scrittore e editore italiano.

## Biografia
Ha pubblicato i romanzi Storie dal fondo nel 2007 e Gioventù d'asfalto nel 2009 per Biblioteca dell'immagine, nel 2010 Hai mai fatto parte della nostra gioventù? e nel 2011 Cosa succede in città per Baldini Castoldi Dalai editore, nel 2012 Viaggio nella notte e nel 2013 Il male per Hacca edizioni, nel 2015 Metropoli per Baldini&Castoldi, nel 2016 Padania, nel 2019 Pane e Ferro, nel 2021 A guardare il Nord e nel 2022 Gelsi e Sangue, ancora per Biblioteca dell'immagine di cui dall'agosto 2022 è amministratore delegato.
I primi due libri, Storie dal fondo e Gioventù d'asfalto, sono nati dalla narrazione diretta dell'estrema periferia italiana, in particolare legata alle regioni del Nord-Est. Storie di disagio e di vite ai margini hanno dato forma a uno sguardo realista, spesso duro, sulla vita non raccontata di quella che fu, dagli anni Ottanta sino al primo decennio degli anni Duemila, la "Locomotiva Economica" del Paese, tanto da considerare l'autore come uno degli artefici del ritorno del Realismo in letteratura. La critica letteraria e i molti lettori hanno subito compreso il legame tra l'autore, i luoghi e le storie narrate, infatti prima di dedicarsi alla scrittura Santarossa è stato falegname e operaio in una fabbrica di materie plastiche.
Alle prime due opere ne sono seguite subito altre due, Hai mai fatto parte della nostra gioventù e Cosa succede in città, di taglio più narrativo, dove le ambientazioni sono le medesime ma lo sguardo è aperto, non unicamente legato alla biografia diretta, ma centrato principalmente sui fenomeni sociali della gioventù degli anni Ottanta e Novanta, due lavori che dai critici sono stati definiti di contro-formazione, riconoscendone i tratti narrativi dissacratori e realistici.
I romanzi seguenti sono quelli della svolta post-moderna. Viaggio nella notte, Il male e soprattutto Metropoli si staccano dal racconto in presa diretta per giungere a una narrazione più complessa, a tratti visionaria. La struttura si fa spesso monologante e assimila visioni quotidiane - dal lavoro operaio fino a giungere a considerazioni politiche, economiche e teologiche – ad analisi dettagliate ed estremamente critiche sulla società nel suo complesso. La volontà dell'autore, in questi romanzi si fa esplicita, è quella di narrare più a fondo possibile la crisi dell'essere umano nell'Occidente attuale.
Nel 2016 il ritorno al realismo letterario con Padania, un vasto ritratto famigliare, sociale, geografico, economico, che mette radici negli anni della grande crisi economica, ne racconta la genesi e il cambiamento che ha portato soprattutto sulle regioni del Nord Italia, dalla Lombardia al Veneto, dal Piemonte al Friuli Venezia Giulia.
Diversi romanzi di Santarossa vengono da tempo rappresentati a teatro dalla compagnia teatrale di "Arti e Mestieri".
Del 2017 è invece il debutto nei teatri con l'opera Solitari, Padani, Umani?, testo scritto con il cantautore Pablo Perissinotto che accompagna Santarossa sul palcoscenico; un racconto in musica e parole del mondo del lavoro dagli anni Ottanta a oggi, quindi dal boom economico fino alla crisi finanziaria. È inoltre l'anno della riedizione dei primi romanzi, Storie dal fondo e Gioventù d'asfalto che assieme a Padania compongono l'ideale "Trilogia del Nord Italia", dagli anni Ottanta ad oggi.
Nel 2013 è entrato a far parte della prestigiosa antologia Fabbrica di carta. I libri che raccontano l'Italia industriale edita da Laterza e dal 2014 i suoi scritti sono oggetto di studio in alcuni corsi di università italiane. Ha vinto nel 2008 il premio letterario "Parole Contro" e nel 2009 ha ricevuto la menzione speciale del premio "Tracce di Territorio".
Pane e Ferro, un ampio romanzo pubblicato nel 2019, dopo tre anni di lavoro, rappresenta in forma letteraria il quadro del Novecento famigliare, sociale, popolare, economico, sociologico, dove il fulcro sono le regioni del Nordest Italiano, in particolare il Veneto e il Friuli. È il primo lavoro in cui l'autore affronta in maniera organica (l'opera presenta ampie zone saggistiche) temi storici.
A guardare il Nord, uscito nel 2021 per i vent'anni di attività dell'autore, è un'antologia di inediti, racconti, saggi e romanzi, rivisti e riscritti in un unico corpo letterario ampio e uniforme, che raccoglie gli ultimi cinquant'anni di "storie di popolo" e "storia sociale" italiana, in una scrittura che muta, di decennio in decennio, col mutare della nazione stessa. Un volume sull'epoca attuale, dagli anni Ottanta del Novecento fino a un ipotetico Duemilatrentacinque.
Gelsi e Sangue, pubblicato nel 2022, prosegue la narrazione storica iniziata con Pane e Ferro, ponendo l'attenzione sull'Ottocento veneto e friulano, dalla caduta della Serenissima nel 1797, fino al 1915, alla notte che precedette lo scoppio della Prima guerra mondiale. Un’epopea famigliare di donne e uomini, vecchi e bambini, paesaggi e animali, ma anche scoperte scientifiche e rivolte contadine, conquiste sociali e emigrazione, fame atavica e prime utopie popolari; tutto andato tra le onde della grande storia.
Nell'agosto 2022 Massimiliano Santarossa fonda con Paola Tantulli la "nuova" Edizioni Biblioteca dell'Immagine, società che rileva il precedente marchio e ne continua il lavoro editoriale.

## Opere

### Romanzi
- Storie dal fondo, Biblioteca dell'Immagine, 2007
- Gioventù d'asfalto, Biblioteca dell'Immagine, 2009
- Hai mai fatto parte della nostra gioventù?, Baldini Castoldi Dalai editore, 2010
- Cosa succede in città, Baldini Castoldi Dalai editore, 2011
- Viaggio nella notte, Hacca edizioni, 2012
- Il male, Hacca edizioni, 2013
- Metropoli, Baldini&Castoldi, 2015
- Padania, Biblioteca dell'Immagine, 2016
- Pane e Ferro, Biblioteca dell'Immagine, 2019
- Gelsi e Sangue, Biblioteca dell'Immagine, 2022

### Opere teatrali
- Solitari, Padani, Umani? (testo teatrale/musicale scritto con il cantautore Pablo Perissinotto), E.B.I. Multimedia, 2017

### Antologie
- L'Ippogrifo. Antologia, n° 10, 11, 12, 13, 14, 15, Editrice al Segno, anni 2002, 2003, 2004, 2005, 2006
- Pordenone. Antologia dei grandi scrittori, a cura di Gian Mario Villalta, Biblioteca dell'Immagine, 2012
- Fabbrica di carta. I libri che raccontano l'Italia industriale, a cura di Giorgio Bigatti e Giuseppe Lupo, Laterza, 2013
- Ad infera. Antologia di racconti teologici, Progjet Colonos, 2013
- Levia gravia. Cinquant'anni dopo: letteratura e industria, Edizioni dell'Orso, Università di Torino, 2014
- Gli stonati. Manifesto letterario, a cura di Alessio Romano, Neo edizioni, 2017
- A guardare il Nord, Biblioteca dell'Immagine, 2021

### Reportage
- Viaggio a Nordest, reportage giornalistico in tre puntate, pubblicato nei cinque Quotidiani veneti e friulani del Gruppo l'Espresso, novembre 2017 – gennaio 2018
- Pamphlet Nordest, in solo ebook, collana Collirio, Antiga Edizioni, 2018
- Le parole al tempo del virus, reportage giornalistico/storico in sette puntate, pubblicato nel quotidiano Messaggero Veneto, marzo – aprile 2020
- 1995 › 2031 Cammino a Nordest, reportage letterario/fotografico dal Friuli al Veneto, Eventi (periodico), Editoriale euro92, ottobre 2021